# دونگا لوپوشنگا
دونگا لوپوشنگا (به صربی: Donja Lopušnja) یک منطقهٔ مسکونی در صربستان است که در ولاسوتینتسه واقع شده‌است. دونگا لوپوشنگا ۱۸۴ نفر جمعیت دارد.